# 王兵 (1961年)
王兵（1961年7月—），陕西铜川人。男，汉族，中国人民解放军中将。
1976年2月参加中国人民解放军。曾任广州军区第42集团军163师师长。2009年—2014年，任第42集团军副军长。2014年—2016年，任第14集团军军长。2016年，任中国人民武装警察部队副司令员。2019年12月，调任兰州军区善后办主任。
2010年7月，授中国人民解放军少将军衔。2016年，转为武警少将警衔。2017年7月，授中国人民武装警察部队武警中将警衔。